# Batalla de Útica (203 a. C.)
La batalla de Útica se llevó a cabo el año 203 a. C., enfrentando a los ejércitos de la República romana y el Imperio cartaginés durante la segunda guerra púnica. Gracias a un ataque por sorpresa, el general romano Escipión el Africano consiguió destruir las fuerzas cartaginesas y a sus aliados númidas con una victoria que le dio una decisiva ventaja estratégica además de trasladar el frente de la guerra a la misma África.

## Antecedentes
La invasión de África empezó el año 204 a. C.. Cientos de naves de transporte llevaron a unos 35 000 soldados romanos desde Sicilia hasta el Cabo Pulcrum, a unos 35 km al oeste de Cartago. Nada más conocerse la noticia del desembarco de Escipión, la población cartaginesa de la zona cayó presa del pánico y fueron muchos los civiles que huyeron hacia el interior.
Por lo que respecta a las tropas cartaginesas, fueron puestas bajo el mando de Asdrúbal, al que Escipión ya había derrotado anteriormente en Hispania. Giscón envió apresuradamente una importante fuerza de caballería para detener a los romanos y restringir sus movimientos pero Escipión, reforzado por la llegada de su aliado Masinissa, caudillo de los númidas, derrotó hábilmente a los cartagineses al borde de la ciudad de Salaecia.

## Asalto y asedio de la ciudad
Una vez vencida la oposición militar, Escipión se dedicó a saquear las tierras de la región, reuniendo un valioso botín y un gran número de esclavos. Llegada otoño, los romanos se dirigieron hacia la ciudad de Útica, con la intención de tomarla y establecer allí la base romana para futuras operaciones. El asalto directo a las murallas de la ciudad, sin embargo, fue rechazado una vez y otra, a pesar de estar apoyado por catapultas e incluso una torre de asalto montada sobre naves de guerra, que los defensores destruyeron al prenderle fuego. En este asalto fallido, Escipión perdió un tiempo muy valioso, permitiendo que Asdrúbal reuniera un nuevo ejército y avanzara de nuevo contra los romanos, esta vez ayudado por su yerno Sifax, rey de Numidia.
La llegada de estos dos nuevos ejércitos forzó a los romanos a abandonar temporalmente el asedio de Útica y retirarse a un punto no muy lejano, llamado más tarde Castra Cornelia. Allí establecieron su campamento en una lengua de tierra que se adentraba hacia el mar, fortificando la parte que la conectaba con el litoral mientras la flota defendía el lado del mar. Una vez terminadas las defensas, se preparó a pasar el invierno gracias a las provisiones que le llegaban regularmente desde Sicilia, Cerdeña y Hispania. Asdrúbal y Sifax acamparon separadamente a poca distancia de los romanos.

## Negociaciones de paz
Durante el invierno, los cartagineses continuaron incrementando el número de sus tropas, al tiempo que preparaban una flota que cortara las rutas romanas de suministro. También estaban esperando tropas mercenarias de Iberia y Liguria. Convirtió pues un tiempo sin actividades hostiles en el que Sifax se esforzó en hacer de intermediario en las negociaciones de paz entre ambos bandos. Estas se basaban en que tanto Roma como Cartago retirarían sus tropas de África e Italia respectivamente.
Sin embargo, la paz no era lo que Escipión tenía en la cabeza. Primero empleó las negociaciones para intentar convencer a los númidas que se pasaran al bando romano. Cuando vio que estos intentos no darían resultado, Escipión siguió enviando mensajeros escogidos al campamento numida con dos intenciones: primero, hacer creer al enemigo que estaba ansioso por firmar la paz, y segundo permitir que sus mensajeros tomaran buena nota de la posición y organización del campamento enemigo. Sus mensajeros así le informaron que el campamento númida estaba mayoritariamente formado por pequeñas cabañas hechas de madera, hojarasca y otros materiales altamente inflamables.

## Incendio del campo
Basándose en esta información, Escipión el Africano elaboró su plan de batalla. Sabía que, además de continuar con las negociaciones de paz, los cartagineses habían continuado reclutando tropas y con la llegada de la primavera, se preparó para atacar él primero. Escipión dispuso unos 2000 hombres en un cerro cercano a la ciudad de Útica para hacer creer al enemigo que se preparaba para asaltar de nuevo la ciudad. Otro pequeño destacamento permaneció en el campamento romano para prevenir cualquier posible salida de los defensores de la ciudad y el resto de las tropas marcharon durante plena noche, más de 10 km, llegando a los campamentos de Sifax y Asdrúbal antes de la madrugada. Escipión separó sus fuerzas en dos mitades y ordenó a Cayo Lelio y Masinissa que prendieran fuego y destruyeran el campamento de Sifax.
Cayo Lelio y Masinissa no dieron a Sifax ninguna posible escapatoria, ya que el fuego cogió a sus tropas totalmente por sorpresa, dormidas y desprevenidas. Las llamas que comenzaron primero a las pequeñas cabañas se extendió rápidamente y con violencia por todo el campamento. Los romanos bloquearon las salidas y aquellos cartagineses que consiguieron escapar de las llamas, sin armas y casi sin ropa, fueron masacrados por los legionarios romanos. Otros cayeron bajo las llamas, junto con un gran número de bestias de carga.
En el campamento de Asdrúbal, los soldados se habían despertado ante el gigantesco incendio que ardía en el campamento vecino. Algunos incluso acudieron velozmente en su ayuda sin tomar las armas, ya que pensaron que el incendio había sido ocasionado accidentalmente. Escipión aprovechó este momento de confusión para atacar con su mitad del ejército y los aniquiló. Sólo Asdrúbal y Sifax, con un pequeño número de tropas, consiguieron huir.

## Consecuencias
Los cartagineses sufrieron una trágica derrota y perdieron virtualmente todas sus tropas de infantería en África. Algunos autores estiman las bajas entre 30 000 y 40 000 muertes más 5000 prisioneros. Asimismo, las bajas romanas fueron mínimas. De un solo golpe, Escipión se deshizo del bloqueo cartaginés y pudo reanudar su ofensiva del verano anterior. La ciudad de Útica se rindió y pronto llegó la batalla de las grandes llanuras, que acabó en una nueva derrota de Asdrúbal y Sifax. Cartago se vio entonces obligada a ordenar a Aníbal que regresara con sus fuerzas destacadas en Italia. Con el último enfrentamiento en la batalla de Zama y la victoria romana que tuvo lugar el 202 a. C. vino el tratado de paz y final de la segunda guerra púnica.